# 1762 лето
„1762 лѣто“, още известна като „Песен за унищожението на Охридската патриаршия“ (на македонска литературна норма: 1762 лето или Песна за патрикот), е песен, написана от българския поет Григор Пърличев от Охрид.
Песента разказва за последните дни на Охридската архиепископия (закрита през 1767 г.) и за раздялата на последния неин архиепископ Арсений с паството му. Била е широко разпространена в Македония и особено в Охрид в последните десетилетия на XIX век. За първи път е изпълена в Охрид скоро след сватбата на Пърличев, около 1870 г. Пърличев разказва в автобиографията си, че песента помогнала много в изкореняването на гърцизма в Охрид и Македония, което се потвърждава от други близки до периода коментатори. Пълен текст на песента с малки изменения е публикуван от Васил Кънчов през 1891 година в Сборник за народни умотворения. По-късно (1894) текстът е публикуван и в автобиографията на Пърличев.
Много различни изпълнители от България и Северна Македония са изпълнявали песента през годините.